# Eから弾きな。
『Eから弾きな。』（イーからひきな）は、佐々木拓丸による日本の漫画。『イブニング』（講談社）において、2012年20号から2013年23号まで連載された。単行本は全3巻（講談社イブニングKC）

## あらすじ
求職中だった神谷三蔵（サンゾウ）はようやく定職に就くが、突然現れた社長の娘・武藤史子（フミ）に、強引にギタリストとして勧誘される。履歴書の趣味の欄に「ギター」と書いていたのを見て、フミは自分の言いなりにできるギタリストと考えたのだった。しかしサンゾウは、実際にはギターなど全く触れたこともなかった。それを知ってもなお、フミはサンゾウを、脱退したバンドのメンバーに代わるギタリストにするべく、1か月後に迫るライブでの演奏に向けて、一からギターを教え始める。

## 登場人物
神谷三蔵（かみや　さんぞう）
主人公。昭和60年1月2日生まれ。ギター。通称「サンゾウ」。27歳。左利き。
無職のため家賃滞納によりアパートに追い出されそうになるも、やっとの思いで武藤ビルメンテナンスに就職する。クビにならないためにと人一倍の責任感で必死の物事をこなし、節約のためベランダ栽培や継足しヨーグルト生産を行なう。偶然出会ったフミにギターをやれと強引に誘われ、就職先の社長令嬢だとわかったことで嫌々ながら練習に励むことになる。フミからギターを教えてもらうことで徐々にロックに引き込まれていく。
ド素人と分からないように、初ステージでは表情が分からないよう顔を包帯巻きにし、ひたすら決まったコードを爆音で弾くが、ミステリアスな姿勢に観客は魅了される。2回目のステージでは、包帯の代わりに墨で黒塗りにしている。
武藤史子（むとう ふみこ）
「吹流（ふきながし）」ベース兼ボーカル。通称「フミ」。
サンゾウの前に突然現れスカウトしたメガネっ娘。全てにおいて音楽を優先しており、バンドのためなら躊躇も容赦もしない。
三蔵の就職先、武藤ビルメンテナンス社長の娘。会社で見つけた履歴書を頼りに三蔵をバントに勧誘する。
「吹流」の前ギタリストが脱退したことで、出演予定だったイベントの主催者「上条」からキャンセルを提示されるも、出演を断言した上、納得できないギタリストの場合に出演料・会場費・チケット代をすべて賄う約束をする。

ゴーグル
「吹流」設立時のドラマー。 22歳。
ゴーグル・長髪・ヒゲが特徴で、極度の猫嫌い。携帯・パソコン類が苦手で所持していないため連絡が取れない。物静かな性格だが、毎日個人練習しているドラミングプレイは圧巻。本名は不明。年上のサンゾウには敬語を使う（フミにはタメ口）。

健司（たけし）
「SCREWGEAR（スクリューギア）」のギター兼ボーカル。フミからは「ソバカス先輩」と呼ばれている。短気で声がデカいツンデレ。フミに「黒崎」を紹介した人物。
上条誠寛（かみじょう あきひろ）
「KENAFU（ケナフ）」のギタリスト。通称「アキさん」。Hammer Lives主催の一人。
所（ところ）
ライヴハウス「D-CASK」店長。
橋本（はしもと）
「SCREWGEAR」のウッドベース。通称「ハッシー」。
堅（けん）
フミのバイト先である音楽スタジオ「TRIPLET(トリップレット)」の店長。通称「堅さん」。

黒崎（くろさき）
「吹流」の元ギタリスト。尋ねてきた三蔵のことを「ゲンジョウ」と呼んでいる。健司とは中学生のときに特価ギターケースを取り合って以来の仲。「吹流」が最強と呼ばれていたくらいギタープレイは巧みである。フミに恋愛感情を抱いたため「吹流」から自ら身を引いた。